# Rinaldo II Trinci
Rinaldo II Trinci (Foligno, ... – Milano, 1452 circa) è stato un vescovo cattolico italiano illegittimo.

## Biografia
Era figlio di Corrado III Trinci, ultimo signore di Foligno.
Fu nel 1398 canonico della cattedrale di Foligno e dal 1400 priore della stessa. Nel 1437 suo padre a forza lo fece eleggere dal clero vescovo di Foligno. Papa Eugenio IV, che aveva fatto eleggere Cristoforo Corfini Boscari alla morte di Giacomo Berti (Elmi), non volle mai riconoscere il vescovo Trinci, che rimase però alla guida della diocesi sino all'8 settembre 1439, quando, assediata Foligno da parte di Giovanni Vitelleschi, fuggì a Ferrara. Passò quindi a Milano, ospite degli Sforza, ove morì probabilmente nel 1452.

## Ascendenza
|                                        |                                    |                                               | Genitori                                |  |  | Nonni |  |  | Bisnonni                           |  |  | Trisnonni                             |  |
|                                        |                                    |                                               |                                         |  |  |       |  |  | Trincia Trinci, signore di Foligno |  |  | Ugolino II Trinci, signore di Foligno |  |
|                                        |                                    |                                               |                                         |  |  |       |  |  | Trincia Trinci, signore di Foligno |  |  | Ugolino II Trinci, signore di Foligno |  |
|                                        |                                    | Vittoria Montemarte                           |                                         |  |  |       |  |  | Trincia Trinci, signore di Foligno |  |  |                                       |  |
| Ugolino III Trinci, signore di Foligno |                                    |                                               |                                         |  |  |       |  |  | Trincia Trinci, signore di Foligno |  |  |                                       |  |
|                                        |                                    | Giacoma d'Este                                | Nicolò I d'Este, marchese di Ferrara    |  |  |       |  |  |                                    |  |  |                                       |  |
|                                        |                                    | Giacoma d'Este                                | Nicolò I d'Este, marchese di Ferrara    |  |  |       |  |  |                                    |  |  |                                       |  |
|                                        |                                    | Giacoma d'Este                                | Beatrice Gonzaga                        |  |  |       |  |  |                                    |  |  |                                       |  |
| Corrado III Trinci, signore di Foligno |                                    | Giacoma d'Este                                |                                         |  |  |       |  |  |                                    |  |  |                                       |  |
|                                        |                                    | Aldobrandino Orsini, conte di Pitigliano      | Guido Orsini, conte di Pitigliano       |  |  |       |  |  |                                    |  |  |                                       |  |
|                                        |                                    | Aldobrandino Orsini, conte di Pitigliano      | Guido Orsini, conte di Pitigliano       |  |  |       |  |  |                                    |  |  |                                       |  |
|                                        |                                    | Aldobrandino Orsini, conte di Pitigliano      | Agostina della Gherardesca              |  |  |       |  |  |                                    |  |  |                                       |  |
| Costanza Orsini                        |                                    | Aldobrandino Orsini, conte di Pitigliano      |                                         |  |  |       |  |  |                                    |  |  |                                       |  |
|                                        |                                    | Marsobilia Caetani                            | Benedetto Caetani, marchese de la Marca |  |  |       |  |  |                                    |  |  |                                       |  |
|                                        |                                    | Marsobilia Caetani                            | Benedetto Caetani, marchese de la Marca |  |  |       |  |  |                                    |  |  |                                       |  |
|                                        |                                    | Marsobilia Caetani                            | Giovanna Orsini                         |  |  |       |  |  |                                    |  |  |                                       |  |
| Rinaldo II Trinci                      |                                    | Marsobilia Caetani                            |                                         |  |  |       |  |  |                                    |  |  |                                       |  |
|                                        | Ugolino Orsini, signore di Termoli | Napoleone Orsini, conte di Manoppello         |                                         |  |  |       |  |  |                                    |  |  |                                       |  |
|                                        | Ugolino Orsini, signore di Termoli | Napoleone Orsini, conte di Manoppello         |                                         |  |  |       |  |  |                                    |  |  |                                       |  |
|                                        | Ugolino Orsini, signore di Termoli | Margherita de Suliaco, contessa di Manoppello |                                         |  |  |       |  |  |                                    |  |  |                                       |  |
| Nicola Orsini, conte di Manoppello     | Ugolino Orsini, signore di Termoli |                                               |                                         |  |  |       |  |  |                                    |  |  |                                       |  |
|                                        |                                    | …                                             | …                                       |  |  |       |  |  |                                    |  |  |                                       |  |
|                                        |                                    | …                                             | …                                       |  |  |       |  |  |                                    |  |  |                                       |  |
|                                        |                                    | …                                             | …                                       |  |  |       |  |  |                                    |  |  |                                       |  |
| Costanza Orsini                        |                                    | …                                             |                                         |  |  |       |  |  |                                    |  |  |                                       |  |
|                                        |                                    | Giacomo Marzano, duca di Sessa                | Roberto Marzano, conte di Sessa         |  |  |       |  |  |                                    |  |  |                                       |  |
|                                        |                                    | Giacomo Marzano, duca di Sessa                | Roberto Marzano, conte di Sessa         |  |  |       |  |  |                                    |  |  |                                       |  |
|                                        |                                    | Giacomo Marzano, duca di Sessa                | Bartolomea Artus                        |  |  |       |  |  |                                    |  |  |                                       |  |
| Maria Marzano, duchessa di Sessa       |                                    | Giacomo Marzano, duca di Sessa                |                                         |  |  |       |  |  |                                    |  |  |                                       |  |
|                                        |                                    | Caterina Sanseverino                          | Ruggero Sanseverino, I conte di Mileto  |  |  |       |  |  |                                    |  |  |                                       |  |
|                                        |                                    | Caterina Sanseverino                          | Ruggero Sanseverino, I conte di Mileto  |  |  |       |  |  |                                    |  |  |                                       |  |
|                                        |                                    | Caterina Sanseverino                          | Giovanna d'Aquino                       |  |  |       |  |  |                                    |  |  |                                       |  |
|                                        |                                    | Caterina Sanseverino                          |                                         |  |  |       |  |  |                                    |  |  |                                       |  |